# دوغ موراي
دوغ موراي (بالإنجليزية: Doug Murray)‏ هو كاتب أمريكي، ولد في 1 نوفمبر 1947.